# Francisca Guterres
Francisca Guterres (* 22. Mai 1961 in Liaruca, Viqueque, Portugiesisch-Timor; † 15. Oktober 2022 ebenda (nun Osttimor), Kampfname Uma Nain) war eine osttimoresische Unabhängigkeitskämpferin.

## Werdegang

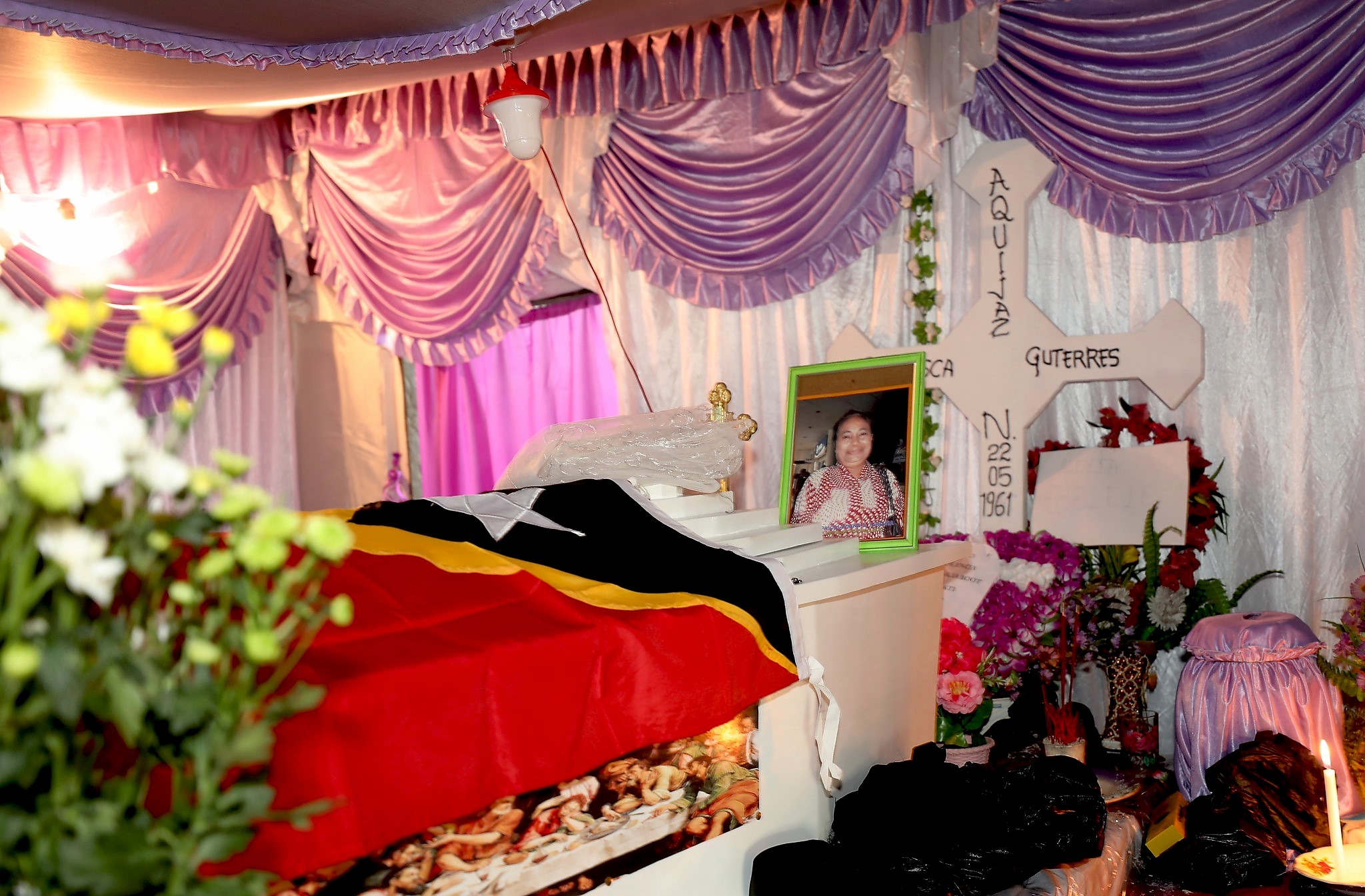
Aufbahrung von Francisca Guterres

Francisca Guterres wurde als erstes von fünf Kindern von Oca-Hare (Vater) und Lihu-Labo (Mutter) geboren.
Guterres beteiligte sich ab der Invasion Indonesiens in Osttimor 1975 am Unabhängigkeitskampf. Ab dem 10. Oktober 1978 war sie Mitglied der Organização Popular de Mulheres Timorense (OPMT), der Frauenorganisation der FRETILIN. Ab 1987 arbeitete sie im Untergrundnetzwerk mit der Assistentin Calma. 1991 wurde sie auch ein Kontakt von Taur Matan Ruak, dem damaligen Vizekommandanten der FALINTIL, Francisco Lú-Olo Guterres, Daitula und anderen Untergrundskämpfern in der „Zona 25 de Maio“ in der Region um Ossu und Viqueque. Zwischen 1991 und 1999 war das Wohnhaus von Guterres mehrfach Unterschlupf der Guerrilleros. Außerdem arbeitete Guterres als Informant.
2020 erkrankte Guterres schwer. Auch eine Behandlung im Hospital Nacional Guido Valadares in Dili, bei der der Staat die Familie unterstützte, half nicht mehr. Guterres verstarb 2022 in ihrem Heimatdorf. Sie hinterlässt ihren Mann Filomeno Soares Manu Aman, der ebenfalls Veteran des Unabhängigkeitskampfes ist. Zusammen hatten sie zehn Kinder. Zur Beerdigung kam auch Taur Matan Ruak, nun Premierminister des unabhängigen Osttimor.